# Зелинский, Роман Фёдорович
Роман Фёдорович Зелинский (1935—2013) — советский и российский композитор, музыковед, фольклорист, Заслуженный деятель искусств Республики Карелия (1997), Заслуженный деятель искусств Украины (1999).

## Биография
В 1953 году поступил в Киевское танкотехническое училище им. С. К. Тимошенко. В 1956 году окончил училище с отличием.
В 1962—1967 годах учился во Львовской государственной консерватории им. Н. В. Лысенко по классу С. П. Людкевича.
С 1971 года — в Уфимском институте искусств.
Член Союза композиторов Карельской АССР с 1973 года.
В 1975 году окончил аспирантуру при Ленинградском государственном институте театра, музыки и кинематографии.
С 1980 года преподавал в Петрозаводской консерватории им. А. К. Глазунова на кафедре теории музыки и композиции, с 1997 — профессор кафедры музыки финно-угорских народов. В 1977 году защитил кандидатскую диссертацию на тему «Композиционные закономерности башкирских программных инструментальных кюев», в 2006 году защитил докторскую диссертацию на тему «Башкирская народная инструментальная музыка (проблемы формирования традиционного стиля)».

### Педагогическая деятельность
Во время работы в Петрозаводской консерватории Зелинский Р.Ф. читал лекции по полифонии, музыкальной форме, музыкальной акустике. В его классе по специальности были написаны и защищены дипломные работы по музыкальным культурам финно-угорских народов: карел, финнов, вепсов, коми, эстонцев, мари, мордвы,удмуртов, ханты и манси, а также самодийских народов — саамов и ненцев.

## Сочинения
Симфонические
- Симфония № 1 (1967);
- Симфония № 2 (1970);
- Симфония № 3 «Симфоническая повесть о Вейнямёйнене» (1983);
- Сюита для струнного оркестра и 4 духовых (1968);

Вокально-симфонические
- «Заговор Лоухи», кантата для смешанного хора и симфонического оркестра на слова 42 руны карело-финского эпоса Калевала (1984,изд. Л.,1988);
- «Калевала», руническая оратория для чтеца, смешанного хора и симфонического оркестра на слова карело-финского эпоса «Калевала» (1990)

Для хора
- Вариации на тему из «Калевальской песни»З. Кодай для смешанного хора a capella (1984);
- Поэма «Речка Лососинка» на слова карельского поэта Р. Такала для смешанного хора a capella (1987);
- «Весна», поэма для смешанного хора a capella на сл. Я. Виртанена (1988)
- Гимн «Карелия ты маты Украина» смешанного хора a capella (2004)

Камерно-инструментальные сочинения
- Обработка для фортепиано башкирского народного наигрыша «Кара-юрга» («Вороной иноходец», 1974)
- Соната № 1 для фортепиано
- Секстет для деревянных духовых, валторны и виолончели «12 мимолетностей» (1965)
- Соната для фортепиано (1966)
- Струнный квартет № 1 (1969)
- Струнный квартет № 2 (1983)
- Переложение для флейты украинской народной песни «Ой, не свитыть мисяченьку» (2004)
- Пассакалья для скрипки (2 ред. — флейты) и фортепиано (2010)

Камерно-вокальные циклы
- Цикл из 4 романсов «Белое и черное» на стихи М. Карима для высокого голоса и фортепиано(1973)
- Цикл из 5 романсов «Стихи о прекрасной Даме» для низкого голоса и фортепиано на сл. А. Блока (1981)
- Цикл из 6 романсов «Цветная музыка» Т. Сумманена для низкого голоса и фортепиано (1991)
- Цикл из 4 романсов «Избяные песни» на стихи Н. Клюева для низкого голоса и фортепиано, (1995). Редакция 2002
- «Сад Божественных песен» для низкого голоса и фортепиано на сл. Г. Сковороды (1998)
- Цикл из 4 романсов «Гори, гори, моя звезда» для низкого голоса и фортепиано на сл. М. Лермонтова (1999)
- Цикл из 5 романсов «Когда с любимым оборвется связь» для высокого голоса и фортепиано на сл. Т. Бернштам (2000)
- Цикл из 5 романсов «Приди ко мне, Пленира» для низкого голоса и фортепиано на сл. Г. Державина (2003)
- «Украинская тетрадь» на сл. Т.Шевченко, Л.Украинки, П.Грабовского (1969—2004)
- «Погорельщина» для низкого голоса и фортепиано на сл. Н.Клюева (2005)

Нотные транскрипции башкирских народных песен и наигрышей
- Нотное переложение 40 башкирских народных наигрышей юго-восточных башкир, 1975
- Нотное переложение 60 народных песен западных башкир, 1977

## Научные труды
- Взаимосвязь между технико-акустическими особенностями курая и формообразованием в башкирских инструментальных кюях (1974)
- О формообразовании «протяженных» звуков в башкирском инструментальном фольклоре (1976)
- О программности в башкирской народной инструментальной музыке (1977)
- Формы современных башкирских программных кюев (1978)
- Об истоках башкирских народных наигрышей, связанных с образами птиц (1979)
- Культ медведя в «Калевале» и карельском музыкальном фольклоре (1986)
- Символика в башкирской народной инструментальной музыке (1997)
- Башкирский курай // Народные музыкальные инструменты и инструментальная музыка. Т. II. М.: Советский композитор, — С.127 — 136. (1988)
- Башкирская народная инструментальная музыка: инструментарий, жанровая классификация и формы исполнительства (1988)
- Обзор опубликованных нотаций башкирской народной музы (1980)
- Башкирское народное музыкальное искусство. Инструментальная музыка. Уфа: Изд-во «Гилем». (2003)
- Башкирская народная инструментальная традиция как музыкальный и духовный феномен (2005)
- Об интонационной природе микроформ в башкирском инструментальном мелосе // Музыкальная Академия, № 3, С.143 — 146. (2005)
- Песенные формы северных карел

## Книги
- Карельские песни Калевальского края. — Петрозаводск, 2008
- Башкирская народная инструментальная музыка. — Уфа, 2003